# Studentexamen

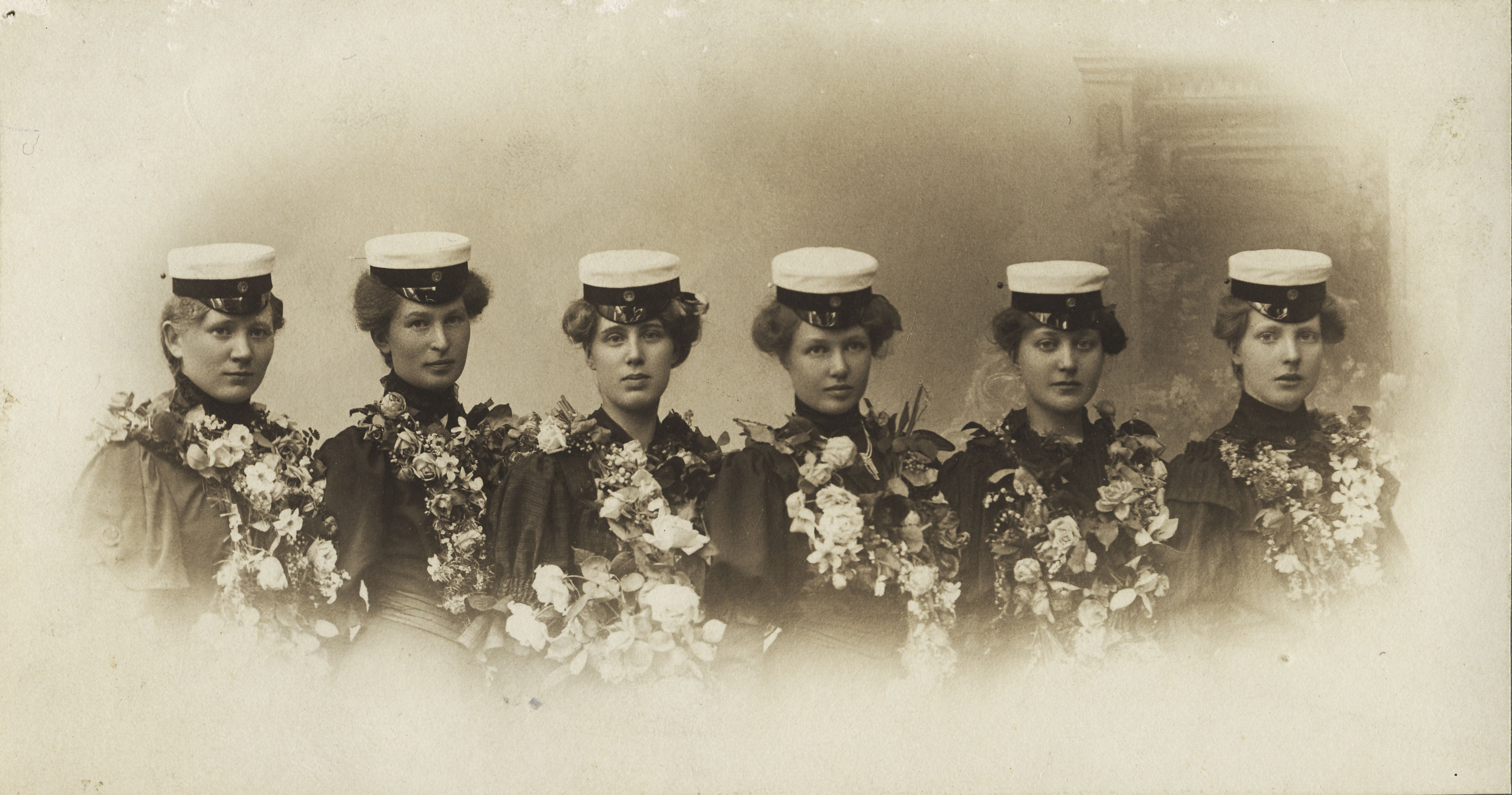
Kvinnliga studenter i Finland 1906. Universitetsstudier hade några år tidigare blivit möjliga utan specialtillstånd också för kvinnor.

Studentexamen är en examen som avläggs i många länder vid avslutad gymnasieutbildning och som ofta utgör ett villkor för högre studier.
Svensk studentexamen, som kallades mogenhetsexamen mellan 1878 och 1905, avskaffades 1968. Det firande som tidigare följt på en lyckad examen bibehölls dock av många studenter, och förvandlades till ett avslutningsfirande efter gymnasiestudier. En ny gymnasieexamen infördes i Sverige drygt fyrtio år senare.

## Efter land

### Finland

Studentexamensnämndens sigill.

Finland har beslutat att behålla studentexamen. Studentproven i de olika ämnena administreras centralt av Studentexamensnämnden och hålls samtidigt i alla gymnasier. Studentproven ordnas två gånger årligen, från slutet av mars till början på april samt i slutet av september till början på oktober. Fram till 1994 gjorde gymnasieelever normalt alla sina prov samma termin och kunde därför examineras i högst 6 ämnen. Nuförtiden kan en elev dela upp sina prov på högst tre på varandra följande provtillfällen, fastän de flesta eleverna väljer att avlägga proven under sitt avgångsår, en del på hösten, resten på våren. Frivilliga ämnen får skrivas också senare, efter godkänd examen.
Studentexamen skrivs numera digitalt, med programvaran Abitti. Proven skickas krypterade till skolans servar och dekrypteras då provet börjar. Eleverna använder sina egna datorer som startas upp från USB-minne och därmed har kontrollerade, identiska miljöer. Svaren överförs till servrarna och skickas då provet avslutats till en nättjänst där bedömningen görs först av lärarna, sedan av studentexamensnämnden.
Studentbetyget, som baserar sig på studentexamen, är separat från gymnasiets egentliga avgångsbetyg. För att få studentbetyg ska en elev ha avlagt fem godkända ämnesprov, samt ha ett godkänt avgångsbetyg från gymnasiet. En elev som tagit studentexamen och alltså fått ett studentbetyg kallas allmänt för student. För att få en studieplats vid ett universitet bör man oftast antingen vara student eller ha en yrkesinriktad grundexamen (från en yrkesskola). Studenter vid finska universitet kallas ofta just studerande.
En studentexamen innehåller minst fem prov i olika läroämnen. Ämnena vid studentexamensproven är Modersmålet (finska, svenska eller samiska) eller – för invandrare – svenska eller finska som andra språk, det andra inhemska språket (finska eller svenska), främmande språk (engelska, tyska, franska, ryska, spanska, italienska, portugisiska, latin, samiska), matematik och realämnen (fysik, kemi, biologi, geografi, religion, livsåskådning, psykologi, filosofi, hälsokunskap, historia och samhällslära). En abiturient (sista årets elev vid gymnasium) ska vid anmälan till studentexamen utöver modersmålet välja minst fyra prov ur minst tre av ämnesgrupperna. Fler ämnen kan skrivas som frivilliga. Mängden ämnen som kan skrivas begränsas i praktiken av att vissa av språkproven hålls samma dag, liksom vissa av realproven. Ett underkänt prov i ett obligatoriskt ämne kan kompenseras med tillräckligt goda resultat i andra ämnen, medan underkänt resultat i frivilliga ämnen inte noteras. Underkända prov kan också tas om. Även godkända prov kan tas om och det är det bästa vitsordet (betyget) som noteras i studentexamen. För att skriva ett ämne i studentexamen krävs det endast att den studerande har läst de obligatoriska kurserna. Det rekommenderas ändå att man även läser de fördjupade kurserna i ämnet. Dock kan man inte välja ett prov för en lång lärokurs om man studerat en kortare.
De enskilda proven är sex timmar långa. Modersmålsprovet består alltså av två olika prov som hålls två olika dagar och består av ett prov i textkompetens och ett essäprov, båda i form av uppgifter utgående från material som delas ut på provtillfället. Fram till 1990-talet bestod båda proven av uppsatser, men ämnen kunde ges även som textförståelse/analys.  För de övriga språken har det, före den digitala examens införande, hållits en hörförståelse en dag och den skriftliga delen med läsförståelse, grammatik och uppsats en annan dag. Numera blir hela examen gjord under en dag. Latin är det enda språkprovet där man får använda en ordbok. För resten av ämnena genomförs proven under en dag. För språk finns olika prov för kort, medellång eller lång lärokurs (beroende på när eleven inlett sina studier i språket) och för matematik för lång eller kort lärokurs. Sedan 2006 består realproven av separata prov för de olika ämnena. Tidigare skrevs realen som ett prov och abiturienten kunde då fritt välja frågor från olika realämnen.

#### Betygskala i Finland
Följande vitsord (motsvarar betyg) utdelas i studentexamina i Finland:
| Vitsord                     | Förkortning | Poäng |
| --------------------------- | ----------- | ----- |
| laudatur                    | L           | 7     |
| eximia cum laude approbatur | E           | 6     |
| magna cum laude approbatur  | M           | 5     |
| cum laude approbatur        | C           | 4     |
| lubenter approbatur         | B           | 3     |
| approbatur                  | A           | 2     |
| improbatur                  | I           | 0     |

Totalpoäng i språkproven är 299 poäng, i realproven och matematik 120 poäng. De slutliga vitsorden baserar sig numera på en metod som Studentexamensnämnden kallar medeltal av standardiserad totalpoäng. I princip får 5% av studenterna en laudatur, 15% eximia cum laude approbatur, 20% magna cum laude approbatur, 20 % cum laude approbatur, 20 % lubenter approbatur, 15 % approbatur och 5% improbatur. Procentantalerna kan ändå ändra sig mycket när resultaterna blir jämfört med olika årskursen och även ämnen (lång/kort matematik). Inom ett ämne kan gränserna också vara olika i olika år eftersom proven är varje gång annorlunda: särskilt i matematik (lång lärokurs) har förandringarna i gränserna för de högsta vitsorden ibland varit +- 10-20 poäng.
1. ↑  Det finns fyra olika typer av improbatur, vilka står för att hur många poäng krävs till kompensering av ett obligatoriskt ämne (I+: 12, I: 14, I-: 16, I--: 18 poäng)

#### Relaterade traditioner i Finland

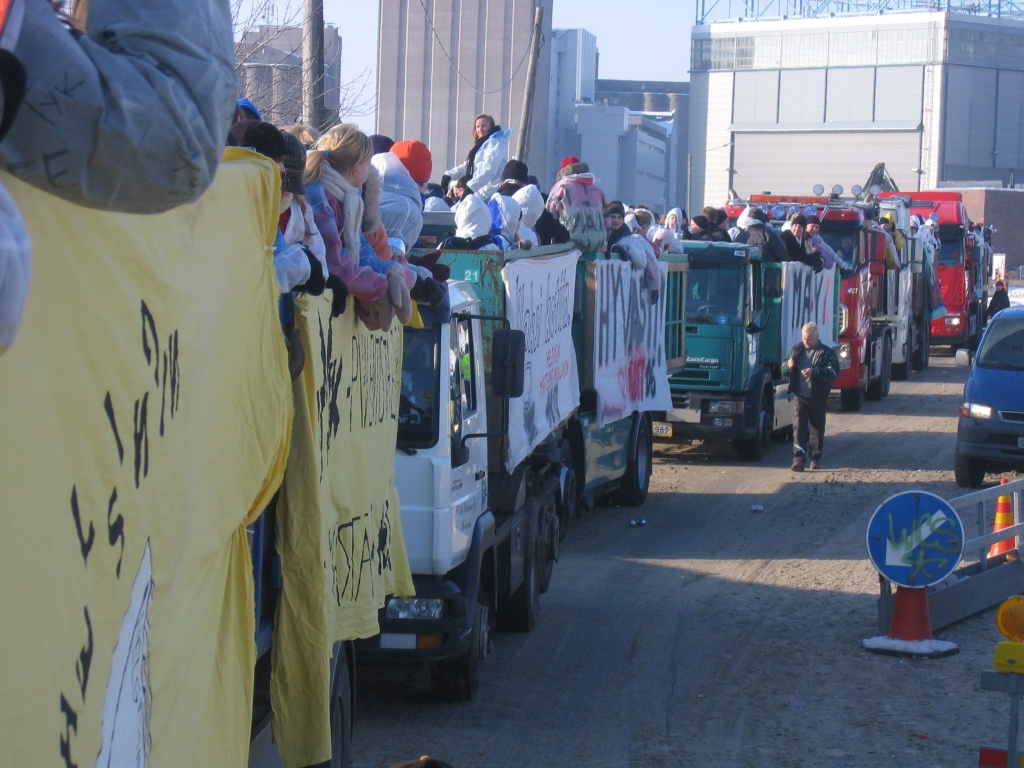
Lastbilsprocession under bänkskuddardagen 2006.

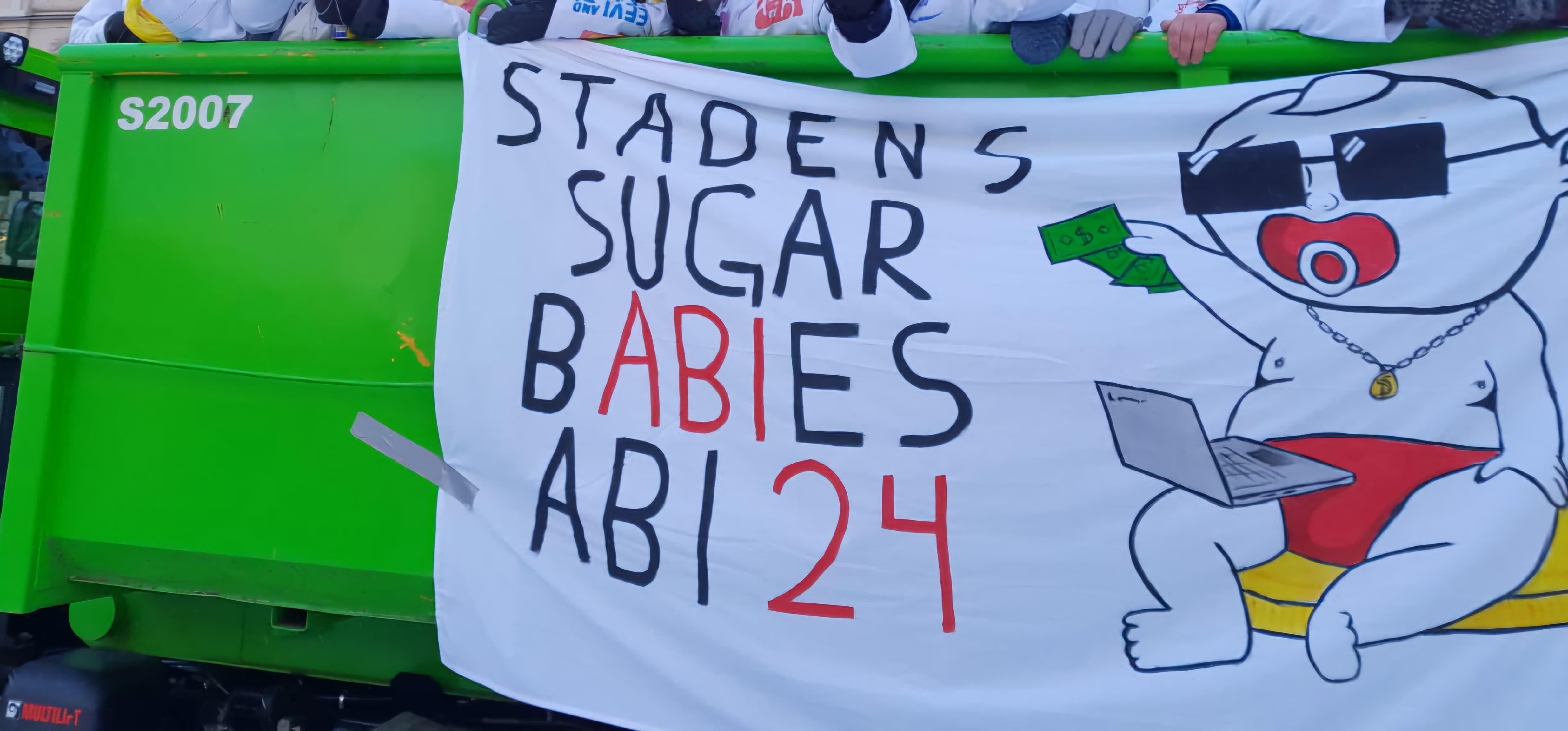
Gymnasiet Lärkans flak 2024, som syftar till lagförändringen om förlängd läroplikt som innebar att denna årskull var den första som fick helt gratis gymnasieutbildning

Traditionellt slutar gymnasiekurserna på tredje klassen inför sportlovet i slutet av februari, varefter abiturienterna förbereder sig för studentskrivningarna. Skolans slut firas med bänkskuddardagen (”penkis” eller ”penkisdagen”), då abiturienterna kör omkring på hemorten i lastbilar dekorerade med mer eller mindre fyndiga skämt och slagord. Abiturienterna är i vissa kommuner utklädda, och i andra kommuner har de på sig en s.k. abihalare, en overall som de dekorerat själva. I många gymnasier, speciellt finlandssvenska, åker man iväg på kryssning till Stockholm eller Tallinn efter penkisen.  Därefter firar andra klassen, som nu blivit de äldsta, de äldstas dag eller de gamlas dag, då man klär ut eller upp sig enligt den nyvunna värdigheten och samlas till bal som ofta kallas för De gamlas dans.
Den egentliga skolavslutningen inför sommaren är för de nyblivna studenterna en särskild högtid, som firas med tal och övrigt program samt utdelning av examensbetyg, studentmössor och stipendier. Den gemensamma mösspåtagningen följs av studentsången. I många gymnasier bärs de nyblivna studenterna ut i gullstol av de yngre eleverna. Sedan 1940-talet har det också ingått i traditionerna på många orter att studenterna går till begravningsplatsen och lägger ner rosor på hjältegravarna. Efter den officiella delen får studenterna rosor av anhöriga och bjuder på studentfest hemma hos sig för vänner och släktingar. Den tidigare kaffebjudningen för de närmaste har numera ofta utvecklats till en betydligt större fest med många inbjudna gäster. På kvällen fortsätter festligheterna de nyblivna studenterna emellan.
Studentmössan infördes till Finland 1865, då  fyra studenter beställde vita sommarmössor enligt samma modell som användes i Uppsala. Seden spreds snabbt, och den vita mössan blev allmän huvudbonad i hela Norden efter studentmötet i Uppsala 1875. Mössan användes allmänt som sommarhuvudbonad för studenter fram till 1950-talet.
Numera betyder det årskurslösa gymnasiet att kopplingen mellan bänkskuddardag, studentskrivningar och skolavslutning inte är lika klar. Många elever skriver en del av studentproven innan de gått alla kurserna och fler skriver studenten på hösten. Tidigare skrevs studentprov på hösten främst av dem som blivit underkända eller ville höja sina vitsord, numera är det vanligaste att dela upp proven mellan vår och höst och att skriva proven i två eller även tre delar. De flesta studenterna avslutar fortfarande gymnasiet under våren.

### Sverige

#### Bakgrund
År 1864 infördes den nya studentexamen i Sverige och existerade i cirka hundra år fram till 1968. Endast den som avlagt och fått sin studentexamen godkänd var behörig till universitetsstudier. Efter 1968 avskaffades studentexamen och slutbetyg och den nya gymnasieexamen infördes. Den stora skillnaden var att den nya gymnasieexamen var en slutexamen från gymnasiet medan den gamla studentexamen fungerade som ett inträdesprov till universitetet. Den gamla studentexamen före 1864 utfördes på universitetet och hade olika utformning och innehåll beroende på var den genomfördes och få klarade av sitt inträdesprov. Målet med den nya reformen för examen var bland annat att likrikta innehållet i gymnasieundervisningen nationellt och inrikta studierna på att vara universitetsförberedande så att fler kunde studera vidare på universitetet.

#### Åren 1831–1864
Åren 1831–1864 avlades studentexamen vid universiteten som en inträdesexamen för högre studier. Däri ingick sex betygsenheter. Studentexamen ansågs emellertid svår och många före detta gymnasister hade alltför svaga kunskaper med sig från skolan för att kunna godkännas. För att motverka detta beslöts det 1864 att studentexamen skulle decentraliseras och i stället avläggas vid gymnasierna runt om i landet (i princip ett i varje stiftsstad), dit universitetslärare reste som examenscensorer. Kunskapskraven vid gymnasierna kom på så sätt att höjas, både vad gäller lärarnas undervisning och gymnasisternas tillgodogörande av den. År 1860 lyckades ungefär 400 elever ta studentexamen, samtliga män. Tre fjärdedelar hade rötterna i borgerliga eller akademiska familjer. Enligt en studie tog var tionde man från ”välartade” hem studentexamen medan endast en av trehundra tog studenten från lägre klasser.

#### Åren 1864–1968
Studentexamen förekom i svenska gymnasier 1864–1968. År 1878–1905 benämndes den "mogenhetsprövning" eller -examen. Studentexamen var för hela riket gemensamma skriftliga prov på en bestämd dag och därefter muntlig examination. Studentexamen/mogenhetsprövning syftade till att ”ådagalägga huruvida lärjungarna inhämtat det mått av kunskaper” som var målet för gymnasiets undervisning och om de vunnit ”den mogenhet, som erfordras för bedrivande av studier vid universitet eller högre fackutbildning.”. År 1960 hade antalet studenter ökat markant; detta år tog 20 000 elever studentexamen varav nästan hälften var kvinnor. År 1965 var det lika många kvinnor som män som lyckades ta examen.

#### Studentexamens utförande 1864–1968
I ledningen för examinationen stod av Kungl. Maj:t utsedda censorer. Det var de som till Skolöverstyrelsen skulle lämna in förslag om innehållet i studentexamens skriftliga prov och avgöra i vilka 3–5 ämnen en abiturient (det vill säga en gymnasist som anmält sig till studentexamen) skulle genomgå den muntliga examinationen. Denna skedde samtidigt i hela landet vid en tidpunkt beslutad av Skolöverstyrelsen. Varje ämne examinerades på en gemensam dag för att gymnasieeleverna skulle skriva det samtidigt runt om i landet (likt nationella proven i Sverige som funnits sedan läsåret 1996/1997). Det skriftliga provet i svenska var obligatoriskt för alla. Ämnena för de övriga skriftliga proven varierade beroende på gymnasial inriktning. Abiturienterna på latinlinjen skrev i svenska, latin och engelska. Naturvetarna på reallinjen skrev i svenska, engelska, matematik och fysik. Samtliga på allmänna linjen skrev i svenska och engelska. Linjens sociala gren skrev i svenska, engelska och matematik; dess språkliga gren skrev i svenska, engelska, tyska och franska. De skriftliga proven varade sex timmar för svenska, latin, matematik och fysik mot fyra timmar för engelska, tyska och franska. De skriftliga proven rättades av läraren inom ämnet samt medbedömdes av en annan lärare.
Elever som fuskade genom att antingen ha med sig hjälpmedel som inte var godkända av Skolöverstyrelsen, ta hjälp av någon annan eller ge hjälp åt någon annan blev av med rätten att gå upp i studentexamen det närmaste året.
Muntliga provet eller ”muntan” var initialt endast för dem som hade klarat de skriftliga proven, men så småningom blev detta inte längre ett lika strikt krav. Eleverna prövades i olika ämnen och förhöret varade i 45 minuter per ämne.
Vid ett gymnasiums studentexamen besöktes skolan av ett antal censorer i olika ämnen, vilka under några veckor reste tillsammans mellan olika gymnasier. Gruppen utgjordes vanligen av dåvarande eller förutvarande professorer eller docenter vid universitet och högskolor. Censorerna skulle tillsammans med eforus eller en av denne förordnad inspektor samt lokalt utsedda ”examensvittnen”, följa förhören i de olika examensgrupperna. År 1962 avskaffades definitivt systemet med eforus (ifrågavarande stifts biskop) och inspektor (oftast den lokala kyrkoherden). Dessas ansvar övergick till  länsskolnämnder. Abiturienterna genomgick förhören i mindre grupper om 5–7 personer. Censorerna skulle under sekretess senast en timme i förväg meddela läraren det tema som förhöret i respektive ämne skulle handla om. Censorn ägde rätt att själv överta förhöret. Genom sammanvägning av de skriftliga proven och de muntliga ämnesvisa examinationerna skulle censorerna vid det med gymnasiekollegiet gemensamma examenssammanträdet (ett s.k. scrutinium) besluta om examen för varje elev skulle godkännas eller ej. Om censorerna var oeniga fick bedömningen avgöras av skolans rektor. Under år 1957 var det två procent av svenskuppsatserna som fick A och fyra procent blev underkända.
De som ej blev godkända hade i förväg vanligen formellt ”varnats” för att gå upp i examen, men det stod var och en fritt att i en sådan situation ”chansa” och gå upp i examen ändå. Antalet i studentexamen underkända abiturienter var dock jämförelsevis litet, någon enstaka per tillfälle, många gånger ingen alls. Under scrutiniet var abiturienterna samlade i annan lokal i gymnasiebyggnaden. När scrutiniet var över meddelades de resultatet och de som godkänts lyckönskades av sina lärare, skolans rektor och censorerna. Dessa tog på sig den vita studentmössan och skyndade tillsammans ut på skolgården till där väntande anhöriga och vänner och dagens festligheter.
Studentexamen med sitt regelverk syftade dels till att uppnå ett för hela landet rättvist och likvärdigt resultat på samma nivå, varigenom  ”betygsinflation” skulle undvikas, dels också att upprätthålla universitens förkunskapskrav.
Då avlagd studentexamen innebar att man fick behörighet till studier vid universitet eller högskola, kunde man kallas student så snart man hade ”tagit studenten”. Det var vanligt att en person med studentexamen, men som inte alltid ännu påbörjat universitetsstudier, titulerades ”kandidaten”.

#### Betygskala i Sverige
Följande vitsord (motsvarar betyg) utdelades i studentexamina i Sverige:
| Vitsord                     | Förkortning |
| --------------------------- | ----------- |
| Berömlig                    | A           |
| Med utmärkt beröm godkänd   | a           |
| Med beröm godkänd           | AB          |
| Icke utan beröm godkänd     | Ba          |
| Godkänd                     | B           |
| Icke fullt godkänd          | BC          |
| Icke godkänd (otillräcklig) | C           |

#### Åren 1968–
Examen avskaffades 1968, och den som från och med läroplanen Lgy 70 slutför utbildning på svensk gymnasieskola får sedan dess endast ett slutbetyg (”avgångsbetyg efter slutförd lärokurs i gymnasieskolan”). Genom Kungl. Maj:ts beslut anordnades dock den sista studentexamen efter gamla ordningen ett år senare, 1969, vid det privata läroverket Fjellstedtska skolan i Uppsala.
I och med den nya svenska gymnasieskolan med början från hösterminen 2011, återinfördes en avgångsexamen i den svenska gymnasieskolan för första gången på över 40 år. Enligt skollagen (SFS 2010:800) ska en gymnasieexamen utfärdas om eleven avklarat minst 2250 gymnasiepoäng vilket måste inkludera en kurs i matematik och en kurs i svenska (16. kap 26 §).

#### Exempel på uppsats
Detta är ett kort utdrag från en svenskuppsats som fick högsta betyg år 1950: ”Vad åsyftar kristendomsundervisningen på det högre stadiet? Inledning: ’I varje ung människas liv kommer förr eller senare en kris, som oftast bottnar i en revolution inom hennes religiösa föreställningsvärld. Det är, när hon tvingas överge sin barndoms uppfattning om Gud som en snäll farbror och förstår, att gudsbegreppet inte liknar något, som hon förut kommit i kontakt med.”

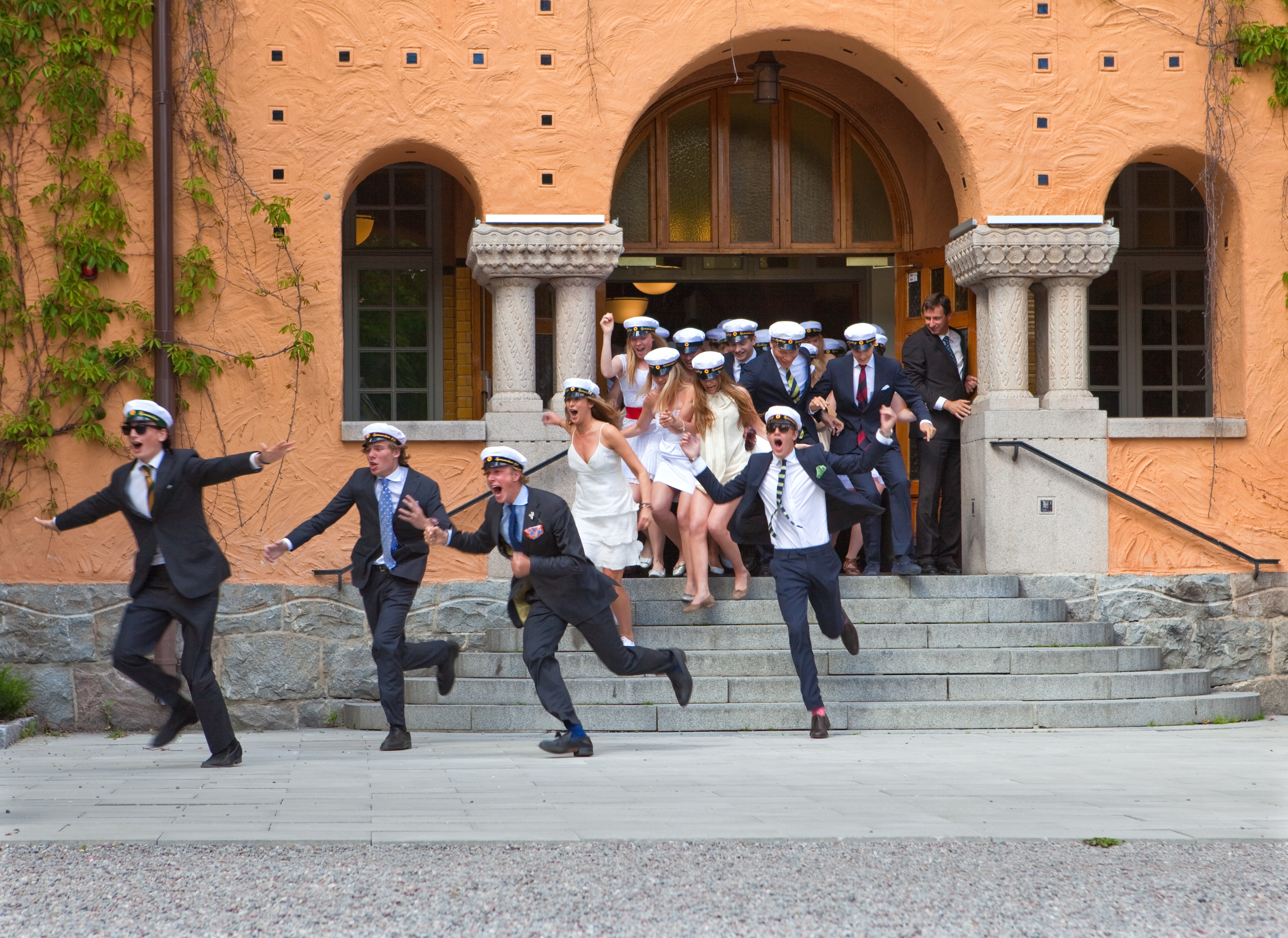
Glada studenter firar sin avslutade skoltid med ”studentutspringet”. Viktor Rydbergs Gymnasium 2010.

#### En likvärdig examen
Det var först år 1870 som kvinnor hade möjlighet att ta studentexamen i Sverige. Innan dess gick de på särskilda läroverk och flickskolor där det inte var möjligt att ta  studentexamen. År 1870 blev det möjligt för kvinnor att som privatister ansöka om att avlägga studentexamen. År 1927 beslutade riksdagen om att öppna statliga läroverk även för kvinnor. Enligt en rapport från Statistiska centralbyrån 1885 var det tio av de totalt 831 elever som klarade studentexamen som var kvinnor, det vill säga 1,2 % kvinnor. Under 1900-talet ökade andelen kvinnliga studenter. År 1977 tog 29 956 elever studentexamen varav 18 748 (63 %) var kvinnor. År 2017 hade antalet studenter ökat till 77 985 varav 50 027 (64 %) var kvinnor.
År 1871 avlade Betty Pettersson som första kvinna studentexamen i Sverige och fick genom kungligt beslut tillträda till universitet. Hon var då 33 år och studerade därefter på Uppsala universitet.

## Traditioner
I Sverige började man använda studentmössan för första gången år 1840 men då användes den som en symbol för att visa att man var en del av studentkåren. Uppsalastudenterna var de som använde mössor först i ett offentligt sammanhang tills det slutligen började användas som en studentmössa år 1862.
Mösspåtagning är något som traditionellt sker den sista april på Valborgsmässoafton. Då får de blivande studenterna sätta på sig sina mössor och enligt tradition ska även alla de människor som tagit studenten sätta på sig den. Under 1900-talets början samlades man på Drottninggatan i Uppsala för att sätta på sig mössan klockan tre. I modernare tid så är det färre som håller sig till denna tradition men många samlas fortfarande i Uppsala nedanför Carolina Rediviva för att sedan springa nedför Carolinabacken, även kallad vitsippsbacken.
Den avslutade gymnasietiden firas fortfarande ofta med det så kallade studentutspringet, motsvarande bänkskuddardagen i Finland. Utspringet sker för olika skolor från maj till juni och innebär att studenterna, efter att ha ”sprungit ut” från skolan körs under stor jubel på lastbilsflak, i öppna bilar eller andra fordon genom staden. På flera kommuners hemsidor kan man i förväg få reda på när respektive gymnasieskola i kommunen har sitt utspring, däribland Stockholm.

## Benämning i olika länder/system
- Studentexamen (fi. ylioppilastutkinto), ”studenten” (Finland)
- Studentereksamen (Danmark)
- Abitur, ”Abi” (Tyskland)
- Baccalauréat, ”le bac” (Frankrike)
- A-level, Advanced Level (Storbritannien utom Skottland)
- Final exam (International Baccalaureate)
- Advanced Higher Grade (Skottland)
- Leaving Certificate (Irland)
- High school graduation (USA)
- Matura (i Albanien, Sydtyrolen i Italien, Liechtenstein, Polen, tyskspråkiga Schweiz, Österrike, Kroatien och flera andra europeiska länder)
- La Maturità (Italien, italienskspråkiga Schweiz)
- La Maturité, ”La Matu” (franskspråkiga Schweiz)
- Maturita (Tjeckien)
- ”(Centraal Schriftelijk) Eindexamen Nederländerna”
- Érettsegi (Ungern)